# Zwierzyniec Trzeci
Zwierzyniec Trzeci – wieś w Polsce położona w województwie śląskim, w powiecie kłobuckim, w gminie Panki.
| SIMC    | Nazwa     | Rodzaj     |
| ------- | --------- | ---------- |
| 0141947 | Ceglarze  | przysiółek |
| 0141953 | Działki   | przysiółek |
| 0141976 | Krzyżówka | przysiółek |

W latach 1975–1998 miejscowość administracyjnie należała do województwa częstochowskiego.